# Ionuț Gheorghe
Ionuț Gheorghe, född 29 februari 1984 i Constanța, Rumänien, är en rumänsk boxare som tog OS-brons i lätt welterviktsboxning 2004 i Aten.

## Meriter

### Olympiska meriter

#### Olympiska sommarspelen 2008
- Huvudartikel: Boxning vid olympiska sommarspelen 2008

| Ionuț Gheorghe | Lätt weltervikt | Ortiz (PUR) W 21-4 | Sepahvandi (IRI) L 4-8 | Gick inte vidare | Gick inte vidare | Gick inte vidare | Gick inte vidare | Gick inte vidare |